# ラストサマーウォーズ
『ラストサマーウォーズ』は、2022年7月1日に公開された日本映画。監督は宮岡太郎、プロデューサーは金丸千尋、主演は阿久津慶人。
小学6年生が自主映画製作に挑戦する姿を描いた青春映画。
キャッチコピーは「泣いて笑って、ひと夏の冒険が始まる!」

## 概要
作品のコンセプトを《子供たちが活躍できる映画》とし、少子高齢化で子供たちに向けた実写映画が不足しがちな今、大人から子供までみんなで楽しめる作品というスタンスで制作された映画作品。
子供たちを見守る小学校の若手担任教師役として、元乃木坂46の井上小百合が映画初出演。舞台や映像でも活躍する長妻怜央（7ORDER）が主人公の兄役で出演を果たした。
撮影は、埼玉県の入間市を中心に行われ、市内の多数の団体・企業が協力や後援という形でバックアップしている。

## キャスト

### 子供
宮竹陽太
演 - 阿久津慶人
本作の主人公。映画オタクで友達がいない。

高梨明日香
演 - 飯尾夢奏
本作のヒロイン。女優になるのが夢だが人には言えていない。

栗原夏音
演 - 羽鳥心彩
陽太のクラスメイト。頭脳明晰でクールな読書家。

早川俊
演 - 松浦理仁
陽太のクラスメイト。ガジェットオタクのメカ担当。

盛山基雄
演 - 小山春朋
陽太のクラスメイト。応援団の旗持ちでムードメーカー。

刈部志穂
演 - 上田帆乃佳
陽太のクラスメイト。コミュニュケーションに長けた陽キャラ。

### 大人
土方美菜
演 - 井上小百合
陽太たちのクラスの担任。映画好き。

宮竹匠
演 - 長妻怜央（7ORDER）
陽太の兄。自宅の機械を駆使して音楽を作曲している。

宮竹宏
演 - デビット伊東
陽太の父。トボけたキャラクターだが、息子への愛情は本物。

宮竹晴子
演 - 櫻井淳子
陽太の母。息子の身の安全を第一に考える。

## スタッフ
- 監督・企画・編集 - 宮岡太郎
- 脚本 - 奥山雄太
- プロデューサー - 金丸千尋
- 共同プロデューサー - はたゆりこ
- アソシエイトプロデューサー - 真夜中のサイクリング、なあちゃん、こっまちゃい、水口崇裕、ゆり、ひなめこ
- 音楽 - 中村巴奈重
- 撮影 - 古谷信親
- 照明 - 加藤祐一
- 録音 - 大野裕之
- 衣装 - 平田実香、深野明美
- ヘアメイク - 和気れいな
- 助監督 - 田中章一

## 主なロケ地
埼玉県入間市周辺
- 狭山茶畑 - 子供たちが走り回ったり、撮影を行っていた茶畑。
- 入間市博物館ALIT - 少年撮影隊が撮影を行なっていた芝生の広場。
- 入間市文化創造アトリエAMIGO! - 少年撮影隊が古着を集めていた施設。
- 旧石川組製糸西洋館 - 少年撮影隊の秘密基地となった洋館。
- ジョンソンタウン - 盛山基雄とその父親との対決があった場所。
- 彩の森入間公園 - クライマックスの大勢での映画撮影が実施された公園。
- あさひ山展望公園 - 少年撮影隊がカメラテストを行なっていた公園。
- 航空自衛隊入間基地 - 宮竹陽太のその母親との対決があった場所。